# Anomaloglossus guanayensis
Anomaloglossus guanayensis es una especie de anfibio anuro de la familia Aromobatidae.

## Distribución geográfica
Esta especie es endémica de la Serranía de Guanay en el estado Bolívar, Venezuela. Habita entre los 1650 y 1800 m de altitud.

## Etimología
Esta especie lleva el nombre en honor a
Su nombre de especie, compuesto por guanay y el sufijo latín -ensis, significa "que vive en, que habita", y le fue dado en referencia al lugar de su descubrimiento, la Serranía de Guanay.

## Publicación original
- La Marca, 1997 "1996" : Ranas del género Colostethus (Amphibia: Anura:Dendrobatidae) de la Guayana Venezolana con la descripción de siete especies nuevas. Publicaciones de la Asociación de Amigos de Doñana, vol. 9, p. 1-64.[5]